# کشک
کشک محصولی از شیر است که چوپانان آن را از جوشاندن دوغ و گلوله کردن و خشکاندن آن تهیه می‌کنند. کشک در آسیا به‌خصوص در ایران و افغانستان و دیگر کشورهای همسایه ارزش بالایی دارد. این خوراکی در گونه‌ها و رنگ‌های مختلف تولید می‌شود.

## نام‌ها
کشک در زبان فارسی دری، فارسی تاجیکی، پشتو، ازبکی، ترکمنی، گویش خراسانی و لهجه شیرازی قروت و در ترکی نیز قروت یا جرتان و در بلوچی شیلانچ گفته می‌شود.

## ارزش غذایی

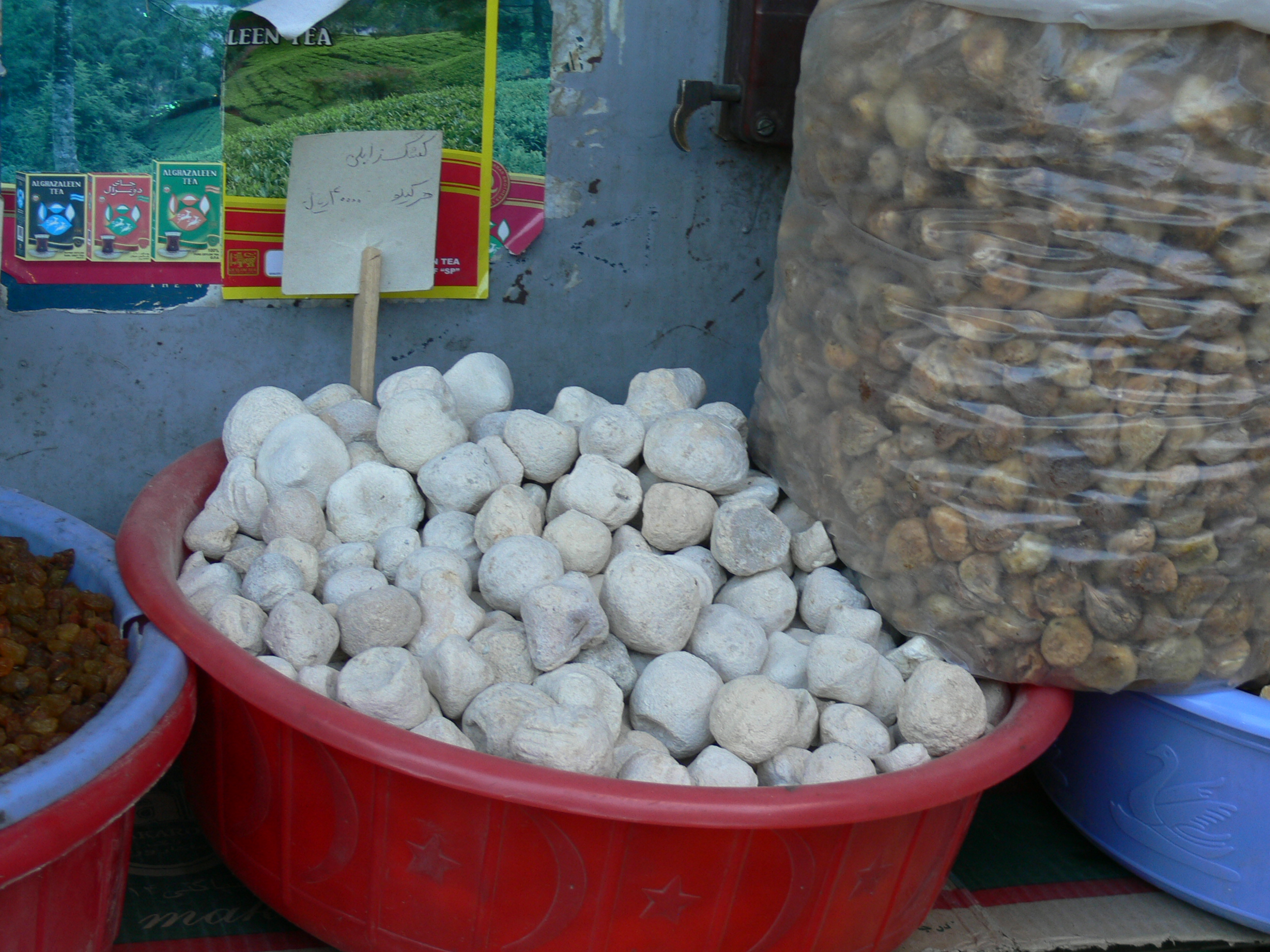

کشک حاوی کلسیم، چربی، نمک، پروتئین و نیاسین است. میزان انرژی تولید شده با ۱۰۰ گرم کشک حدود ۱۰۵ تا ۱۲۰ کیلو کالری است که می‌تواند به عنوان یکی از تأمین‌کننده‌های انرژی مورد نیاز بدن در رژیم غذایی و کلسیم روزانه گنجانده شود.

## طرز تهیه
کشک از دوغ تهیه می‌شود و در غذاهایی مانند کله‌جوش، آش رشته و کشک بادنجان استفاده می‌شود. دوغ، محصولی فرعی از کره‌گیری از ماست در مَشک با تکان‌های مکرر باقی می‌ماند. در برخی از روستاهای ایران برای تهیه «کشک» دوغ را در کیسه‌ای می‌ریزند و آب آن را می‌گیرند؛ چیزی که پس می‌ماند، مانند ماست چکیده سفت است که به آن لچ گفته می‌شود و در آذربایجان (آذرشهر، عجب‌شیر و مراغه) «جُرتان» نامیده می‌شود. همچنین در مناطق کردنشین و لرهای لرستان «توف» و در مناطق لک‌نشین «شیراز» نامیده می‌شود. آن را به اندازهٔ یک گردو گلوله کرده و می‌خشکانند و بدین ترتیب کشک به‌دست می‌آید. از جوشاندهٔ آب چکیده از کیسه دوغ، قره‌قروت به دست می‌آید. لبنانی‌ها این گلوله‌ها را درون روغن زیتون نگهداری می‌کنند و به آن «لبنه» می‌گویند
اگر دوغ را بجوشانند تبدیل به فراورده‌ای به نام «شور» یا «شیراز» یا «توف» می‌شود. همچنین برای درست‌کردن «پنیر»، پس از زدن مایه و بستنِ شیر، پنیر تازه را درون پارچه‌ای می‌ریزند تا آبش گرفته شود. از جوشاندن این آب «لور» به‌دست می‌آید.